# Orechovo (Moskvas tunnelbana)
Orechovo (ryska: Орехово) är en tunnelbanestation på Zamoskvoretskajalinjen i Moskvas tunnelbana, belägen på östra sidan om parken Tsaritsyno.
Stationen öppnades den 30 december 1984, men stängdes igen nästa dag på grund av översvämning och öppnades åter den 9 februari 1985.
Stationens pelare och väggar är klädda i vit marmor. Ovanför rulltrapporna finns en bronsskulptur av L. Berlin på temat skyddandet av naturen.